# Троян (Румунія)
Троян (рум. Troian) — село у повіті Вилча в Румунії. Адміністративно підпорядковане місту Римніку-Вилча.
Село розташоване на відстані 155 км на північний захід від Бухареста, 3 км на південний захід від Римніку-Вилчі, 93 км на північний схід від Крайови, 117 км на південний захід від Брашова.

## Населення
За даними перепису населення 2002 року у селі проживали 183 особи, усі — румуни. Усі жителі села рідною мовою назвали румунську.